# اوسنابروک (ناحیه)
اوسنابروک (به آلمانی: Landkreis Osnabrück) یک ناحیه در آلمان است که در نیدرزاکسن واقع شده‌است. اوسنابروک  ۳۵۷٬۳۰۰ نفر جمعیت دارد.